# The Darkest Star
The Darkest Star es una canción del grupo inglés de música electrónica Depeche Mode compuesta por Martin Gore, publicada en el álbum Playing the Angel de 2005.

## Descripción
The Darkest Star es la última canción que se contiene en el álbum Playing the Angel, aparentemente de modo intencional por su melancolía y oscuridad, que la vuelven prácticamente la más lúgubre del álbum.
Comienza con un efecto meramente electrónico bastante seco con el casi imperceptible acompañamiento de un piano, para de inmediato pasar a una serie de modulaciones sintéticas en notación grave de tal modo que en todos sus tempos suena muy dramática y triste, mientras el piano redondea toda la melodía con solo unos cuantos acordes graves de cuerdas para concluir las estrofas.
En realidad, musicalmente es una función larga, con sus casi siete minutos de duración, y la poco abundante letra aparece solo en secciones muy específicas, haciéndola un tema posible de leer desde ambos puntos de vista, el lírico y el instrumental.
De muchos modos recuerda la etapa más Dark Wave de DM en su álbum Black Celebration, divagando todo el tiempo entre ser una función melancólica o simplemente oscura, con sus estribillos tristes diciendo “No quiero que cambies nada de lo que haces; No quiero que seas alguien más para mí”, hasta llegar a un pesado coro en donde los tres integrantes gritan con dramática fuerza “Permanece como eres la Estrella más Oscura, Brillando para mí majestuosamente”, haciendo una sentida analogía sobre el amor verdadero e incondicional.
Ciertamente resulta cercano a la corriente plena de rock gótico, incluso más que al Dark Wave, por su forma llena de melancolía alejada de metáforas rebuscadas o de la tendencia rock que incorporaran desde la mitad de su discografía, con una musicalización rayana en lo minimalista mientras el último coro no presenta un cambio excesivamente acusado, solo más electrónico, y la alegoría acerca de la Estrella más Oscura es clara y directa.
La musicalización está construida no exactamente solo sobre efectos sintéticos, sino mayormente sobre esas múltiples modulaciones simultáneas trabajadas de tal modo que no caen en algo disperso o arrítmico, uno de los aspectos constantemente más cuidados por Martin Gore, una línea melódica con solo dos cambios en puente y en el coro.
Es solo una dedicatoria a la persona que más haya le marcado la vida a alguien, habiendo dejado una huella imborrable, por la que siempre se esperará, conteniendo un cierto conformismo implícito, la disposición a siempre perdonar y pasar por alto las experiencias de esa persona; por ello la declaración de no querer cambiar nada, no querer a alguien más o alguien distinto, no cambiar las experiencias, ni siquiera dejarlas atrás. Es como el canto receloso a la indiferencia de aquella de quien tan solo se ha obtenido indiferencia tras haber empeñado todos los esfuerzos por obtener algo, lo que sea, habiendo logrado solo nada.
En conjunto de sus elementos, es una de las funciones más oscuras de DM, notas de guitarra grave, el acompañamiento mínimo de piano realizado por Dave McCracken, programador de Playing the Angel, y la cama de elementos electrónicos que no se cargan salvo en el coro, en el cual resuenan como una palpitación desesperada por ser escuchado.
Pese a los instrumentos acústicos acaba siendo uno de los temas más sintetizados del álbum, contra la tendencia claramente electroacústica de los últimos años, una pieza muy recargada hacia la tendencia más sintética y purista de Depeche Mode.
El tema no recibió mayor promoción pese a haber sido adicionalmente uno de los lados B del sencillo Suffer Well y que incluso se lanzó en una edición promocional epónima, sin embargo algunos la consideraron uno de los mejores temas de la colección Playing the Angel.
The Darkest Star no ha sido interpretada en el escenario por DM.